# K1 rules
Le K1 style provient à l’origine de l’art traditionnel du Siam, mais c’est au Japon que sa forme actuelle fut créée. Le K1 rules de la FFKMDA/WAKO diffère sur certaines techniques de sa pratique traditionnelle Japonaise 
Le K1 rules est un sport de combat de percussion dans lequel les pratiquants utilisent des techniques de percussions et de préhension pour toucher/frapper l’adversaire selon un règlement technique codifié. Les « armes » sont représentées par les poings, les pieds, les tibias et les genoux. Ces techniques peuvent être portées sur des « cibles », représentées par certaines surfaces du corps de l’adversaire. Les saisies sont autorisées mais ne doivent pas dépasser 5 secondes.
Le K1 style (K1 rules avant 2024) est une discipline délégataire de la Fédération Française de Kick boxing, Muay-Thaî et Disciplines Associées.
Ainsi, la tenue obligatoire est le short (+ brassière féminines).
Les « low kick » sont autorisés et les coups de genoux directs également.
Les saisies sont également autorisées au niveau du cou, mais uniquement dans le but de donner un coup de genou. Un seul coup de genou par saisie et par boxeur est autorisé. La saisie doit durer moins de 5 secondes.

## Pratiques
Les différentes formes de pratique du k1 rules sont le combat (plein contact), et l'assaut (light contact).  

## Règles

### Les coups

#### Surfaces autorisées à être touchées ou frappées
- Pour les coups de pied :

Pour la délivrance des coups de pied et de tibia, toute la surface du pied, ainsi que la surface du tibia peuvent toucher/frapper l’adversaire. On ne parle que d’armes (pieds et tibias) et de cibles (parties du corps autorisées), sans trajectoires imposées règlementairement. Cela implique, par définition, que la délivrance (la manière d’exécuter) des coups de pied, est libre. voir détail des coups techniques pour autorisations et interdictions spécifiques.
Pour les techniques de jambes, les surfaces autorisées à être touchées sont les parties antéro latérales de la tête et du tronc (hors poitrine pour les féminines), et toutes les parties des membres inférieurs en roundhouse kick. 
- Pour les coups de poing :

Tous les coups de poing en K1 Rules peuvent être portés des deux bras avec, comme seule surface de frappe autorisée la tête des quatre derniers métacarpiens et la première phalange des 2e, 3e ,4e, et 5e doigts, à l’exception du back fist et du spinning back fist (dos du poing). Les surfaces autorisées à être touchées sont les parties antéro latérales de la tête et du tronc, à l’exception de la poitrine pour les féminines.
- Technique de genoux

le coup de genou direct. Il s’effectue en étant plus ou moins de face à l’adversaire, en sautant, à distance ou au corps à corps (lors de saisie). La surface de frappe est la rotule, et les surfaces visées sont les parties antérieures et latérales du buste ou de la tête. Il s’effectue dans un plan antéro postérieur (d’arrière en avant) et selon une trajectoire directe plus ou moins montante selon la cible.
- Technique de saisie

La saisie est autorisée uniquement dans les conditions ci-dessous :
Des deux mains, et au niveau de la nuque de l’adversaire
Pendant maximum 5 secondes
Seul le coup de genou est autorisé comme arme lors d’une phase de saisie
Un seul coup de genou direct par saisie
Pour les coups de genou au visage, interdiction de « tirer » sur la nuque pour amener la tête au genou. C’est le genou qui monte à la tête.

#### Techniques interdites
- Généralités (tous niveaux)

Coups portés sur les surfaces non autorisées (nuque, derrière la tête, dos, parties génitales, poitrine pour les féminines.
Coups de genoux circulaires.
Coups de tête.
Coups de poing avec une autre partie que celles décrites au présent règlement.
Frapper un adversaire au sol, en train de chuter.
Projections.
Frapper un adversaire engagé dans les cordes (entre les cordes).
Tous types de saisies en dehors de celle prévue (5 secondes maximum, saisie à la nuque).
Accrocher les bras ou les jambes de l’adversaire.
Pousser l’adversaire.
L’utilisation exclusive des techniques de poings ainsi que l’utilisation exclusive des techniques de jambes/genou sont interdites en compétition.

### Coups de pied, règles générales
Les coups de pied peuvent être effectués en tournant et/ou en sautant (exemple du turning back kick, du spinning back kick, du jumping front kick…)

#### Les techniques de jambes, définitions
- Le front kick s'effectue dans un plan antéro postérieur. Il est provoqué par la flexion de la cuisse sur le tronc et l'extension de la jambe sur la cuisse en suivant une trajectoire rectiligne ou balancée. Il est « pistonné » ou « fouetté ». Les surfaces de frappe sont la pointe du pied, le dessous du pied ou le talon.

- Le side kick s'effectue dans un plan antéro postérieur, en étant positionné de profil par rapport à l’adversaire. Il est provoqué par la flexion de la cuisse sur le tronc et l'extension de la jambe sur la cuisse en suivant une trajectoire rectiligne. Les surfaces de frappe sont le talon, le dessous ou le bord externe du pied.

- Le round house kick (low kick, middle kick, high kick)

Le round house kick s'effectue dans un plan sagittal et selon une trajectoire plus ou moins horizontale. Les armes sont la pointe (bol), le dessus du pied et le tibia par un mouvement de balancé de la jambe, ou avec une flexion du genou préalable à la frappe.
- Le back kick s'effectue dans un plan antéro postérieur. Il est provoqué par l'extension de la cuisse et de la jambe vers l'arrière suivant une trajectoire rectiligne. La surface de frappe est le talon ou le dessous du pied.

- Le hook kick s'effectue dans un plan antéro postérieur, de face ou de profil. Il est provoqué par la circumduction de l'intérieur vers l'extérieur de la jambe de frappe. A l'impact, la jambe peut être tendue ou fléchie. Les surfaces de frappe sont le talon, le dessous ou le bord externe du pied.

- Le crescent kick  s’effectue dans un mouvement de circumduction avec une trajectoire généralement montante puis redescendante ou horizontale, de l’intérieur vers l’extérieur ou inversement par rapport à l’axe longitudinal du corps. A l'impact, la jambe peut être tendue ou fléchie. Les surfaces de frappe sont le bord interne, externe ou le dessous du pied.

- Le hammer kick s’effectue dans un plan frontal. C’est un coup de pied retombant porté avec le talon - habituellement surnommé coup de pied en "marteau"-. Lorsqu’il est préparé dans l’axe direct, il se nomme axe-kick.

- Les balayages (sweeping), intérieurs et extérieurs, s’effectuent dans un plan  horizontal, et selon un mouvement balancé et pendulaire, généralement selon une trajectoire latérale. Les armes sont le bord interne et le dessus du pied, sur le pied adverse. Ils s’effectuent sans saisies ni projections.

### Coups de poing
- Les directs sont délivrés sur une trajectoire rectiligne dans un plan antéro-postérieur.

- Les crochets (courts ou longs) sont délivrés sur une trajectoire circulaire dans un plan horizontal. Les Swings existent également en tant que des crochets ayant une trajectoire très large, de l’extérieur vers l’intérieur par rapport à l’adversaire.

- Les uppercuts sont délivrés de manière circulaire et ascendante dans un plan frontal (uppercut court) et antéro-postérieur (uppercut long).

- Les « back fist » sont délivrés selon un mouvement de balancé dans un plan horizontal soit de l’intérieur vers l’extérieur, soit de l’extérieur vers l’intérieur. La surface de frappe est le dos du poing.

- Les « spinning back fist » sont délivrés selon un mouvement de balancé dans un plan horizontal, avec un tour complet sur soi-même (rotation du corps). La surface de frappe est le dos du poing.

## La tenue
La tenue, composée d’un short type Kick Boxing et d’une brassière pour les féminines devra être propre, décente, ne pas comporter de signes d’appartenance religieuse, et appropriée à la pratique du K1 Rules (flocage K1 rules conseillé). Le contrôle de la tenue est assuré par le superviseur.

## Admissibilité
Pour pratiquer le K1 rules il faut être affilié à la Fédération française de sports de contact et disciplines associées et licencié en "K1 rules".
Pour pratiquer en compétition, il faut satisfaire aux examens médicaux d'usage.  